# William Henry Mills Pusey
William Henry Mills Pusey (* 29. Juli 1826 im Washington County, Pennsylvania; † 15. November 1900 in Council Bluffs, Iowa) war ein US-amerikanischer Politiker. Zwischen 1883 und 1885 vertrat er den Bundesstaat Iowa im US-Repräsentantenhaus.

## Werdegang
William Pusey besuchte bis 1847 das Washington & Jefferson College in Washington (Pennsylvania). Anschließend studierte er Jura. Er hat aber kaum als Jurist gearbeitet. Im Jahr 1856 zog er nach Council Bluffs in Iowa. Dort stieg er in das Bankgeschäft und in die Politik ein. Er war Mitglied der Demokratischen Partei und gehörte von 1858 bis 1862 dem Senat von Iowa an. Danach widmete er sich wieder seinen privaten Geschäften.
Bei den Kongresswahlen des Jahres 1882 wurde Pusey im neunten Wahlbezirk von Iowa in das US-Repräsentantenhaus in Washington, D.C. gewählt. Dort trat er am 4. März 1883 die Nachfolge von Cyrus Carpenter von der Republikanischen Partei an. Da er aber bereits bei den folgenden Wahlen dem Republikaner Joseph Lyman unterlag, konnte Pusey bis zum 3. März 1885 nur eine Legislaturperiode im Kongress absolvieren.
Nach dem Ende seiner Zeit im US-Repräsentantenhaus widmete sich Pusey wieder seinen geschäftlichen Interessen, vor allem dem Bankgeschäft in Council Bluffs. Dort ist er am 15. November 1900 auch verstorben.